# Catherine Roberge
Cathérine Roberge (ur. 8 lutego 1982) – kanadyjska judoczka. Olimpijka z Aten 2004, gdzie odpadła w eliminacjach w wadze średniej.
Piąta na mistrzostwach świata w 2013; uczestniczka zawodów w 2005, 2007, 2010, 2011 i 2014. Startowała w Pucharze Świata w latach 2000-2016. Srebrna medalistka igrzysk panamerykańskich w 2011 i brązowa w 2007 i 2015. Zdobyła sześć medali na mistrzostwach panamerykańskich w latach 2005 – 2014. Druga na Igrzyskach Wspólnoty Narodów w 2002. Wygrała igrzyska frankofońskie w 2009 i trzecia w 2001. Druga na uniwersjadzie w 2003 i trzecia w uniwersjadzie w 2007. Czternastokrotna medalistka mistrzostw Kanady w latach 1998-2016.
Jej brat Pat Roberge, był również judoką i olimpijczykiem z Barcelony 1992, a siostra Sophie Roberge startowała w Sydney 2000.

## Letnie Igrzyska Olimpijskie 2004
| Konkurencja | Eliminacje         | Eliminacje          | Repasaże           | Klas. końcowa |
| Konkurencja | Przeciwnik I       | Przeciwnik II       | Przeciwnik I       | Miejsce       |
| ----------- | ------------------ | ------------------- | ------------------ | ------------- |
| 70 kg       | Kate Howey (GBR) Z | Annett Böhm (GER) P | Qin Dongya (CHN) P | 9.            |